# Parusta
Parusta é um gênero de mariposa pertencente à família Bombycidae.